# 茨穆特巴赫河
46°00′40″N 7°44′22″E / 46.01120°N 7.73931°E

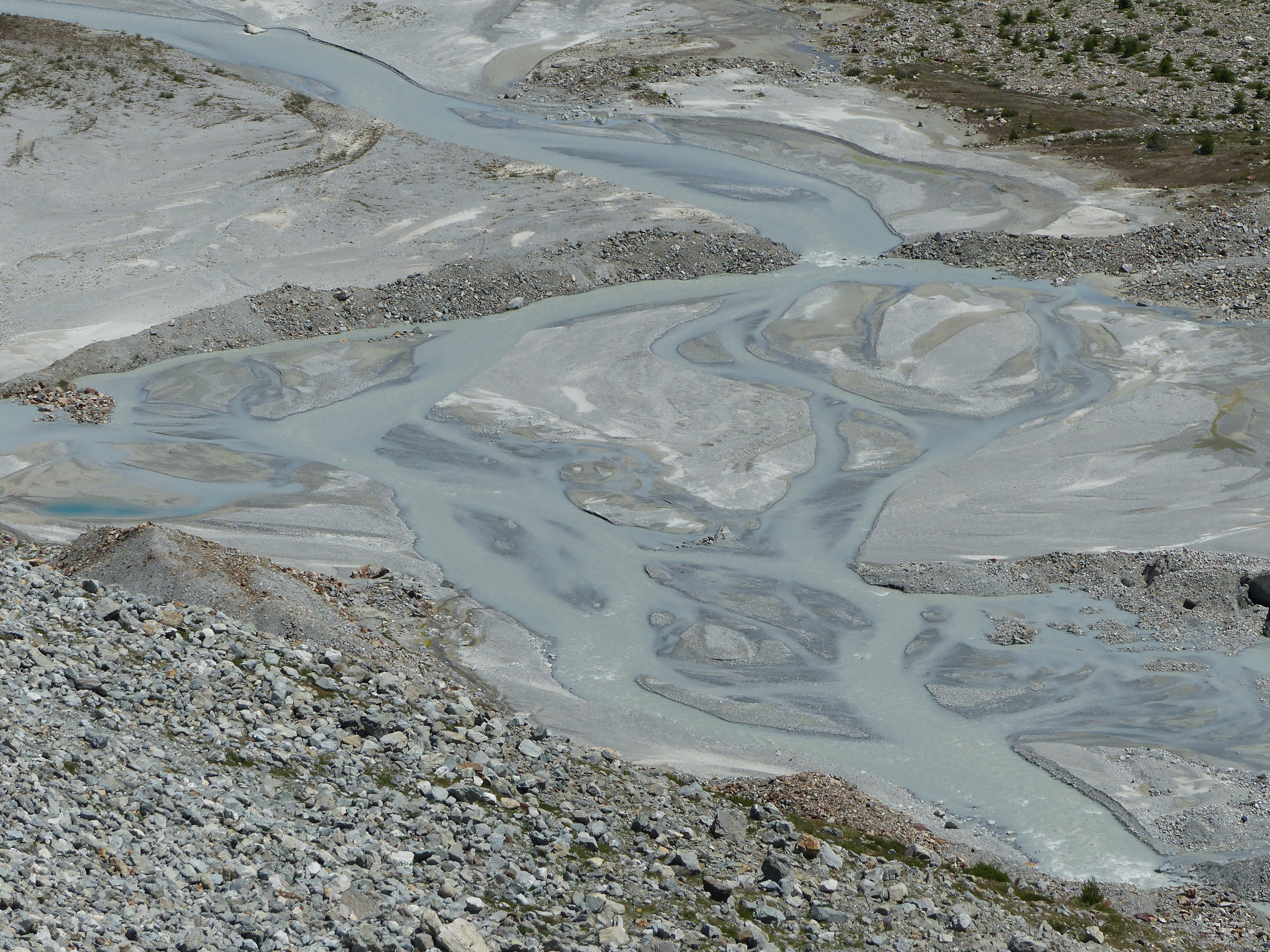

茨穆特巴赫河是瑞士的河流，位於該國西南部，流經瓦萊州，屬於里德巴赫河的支流，河道全長11.5公里，流域面積56.7平方公里，河口處在采爾馬特附近。